# Dret col·laboratiu
El dret col·laboratiu és un mètode de resolució alternativa de conflictes (un ADR), 
Aquest mètode va sorgir el 1990 als Estats Units de la iniciativa de Stuart Webb, un advocat de família de Minneapolis, que estava fart del sistema de confrontació que presidia els litigis jurisdiccionals amb el referent omnipresent dels jutges, de les construccions tèrboles d'alguns lletrats, i de la presència passiva i sovint estupefacta dels clients, malgrat que el conflicte els afectava a ells directament. Webb estava determinat a abandonar la seva professió i tancar el despatx (tot i que li funcionava molt bé) quan va tenir una idea. Calia resoldre els conflictes a quatre bandes, amb la presència constructiva dels clients en tot moment. I calia incorporar un incentiu clar perquè els advocats s'involucressin en aquest escenari de cooperació: en cas de no arribar als acords necessaris, els advocats s'havien de comprometre a no representar els clients en el procés contenciós sobre l'assumpte. La idea va quallar amb rapidesa i el 2000 es va constituir la International Academy of Collaborative Professionals (IACP). Cal tenir present aquesta associació, perquè els seus integrants han dissenyat els estàndards de funcionament del procediment col·laboratiu i els continguts formatius dels advocats que volen esdevenir col·laboratius. Des del primer moment ha existit una obsessió per la formació, com a millor garantia de l'èxit de la figura.

## Característiques
Tot i que la creació del dret col·laboratiu s'associa al dret de família, s'està utilitzant progressivament en l'àmbit empresarial. I podem destacar iniciatives en l'àmbit de la responsabilitat mèdica i d'altres pròpies del món assegurador.
El compromís de no acudir als tribunals
L'element nuclear d'aquesta modalitat és la prohibició –que pacten tots els implicats- que els advocats representin els seus clients en el procediment judicial, en cas de no arribar a acords en el procediment col·laboratiu (l'anomenada disqualification). Així es pretén garantir un espai de diàleg en què els esforços se centrin en l'obtenció de l'acord i s'evita la temptació de pensar en el procés judicial com a possible etapa ulterior.
Aquesta opció no convenç a tothom, de manera que s'ha creat, com a versió light (amb matisos), el que es coneix com a dret cooperatiu, que no tanca la porta als jutjats.
Unes parts informades i actives
Les parts han de ser conscients que la proscripció d'acudir als tribunals no els afecta (no és possible restringir el seu dret a la tutela judicial efectiva), sinó als advocats del procés col·laboratiu. També han de conèixer les característiques del procediment, i la necessitat de cooperació activa amb l'altra part; els principis que presideixen el procediment (especialment la confidencialitat i la voluntarietat). És important que s'adonin del seu rol, fonamental, en la gestió dels continguts que els afecten i en l'evolució del procediment. Els seus advocats els assessoren i ajuden fins a l'obtenció dels acords, però les parts són les protagonistes. En un procés col·laboratiu el client se situa al centre de la negociació amb l'assessorament del seu advocat.
L'advocacia col·laborativa.
El dret col·laboratiu comporta que l'advocacia treballi d'una altra manera quan opta per un procediment col·laboratiu. Pel desenvolupament dels procediments col·laboratius, l'advocacia ha de redissenyar, en el seu imaginari, la seva relació amb el client respecte de la gestió del conflicte. Aquest canvi de perspectiva no obsta perquè l'advocat continuï en tot moment actuant com a defensor actiu dels drets (i dels interessos) del seu client. Es tracta que dugui a terme una negociació de forma innovadora, cooperadora i honesta envers l'altra part. La formació específica –en tècniques de negociació, en gestió d'emocions i en el procés col·laboratiu- resulta determinant. El dret col·laboratiu se suma al ventall de possibilitats que l'advocacia disposa per acompanyar al seu client en la decisió de quin dels sistemes de resolució de conflictes serà més adequat pel seu cas.
Un procediment específic
L'íter procedimental és el següent: en primer lloc, hi ha unes actuacions prèvies entre els advocats i els seus clients, per identificar els seus interessos i determinar la idoneïtat del procés col·laboratiu pel cas concret. Després té lloc una primera reunió a quatre amb l'objectiu d'entendre adequadament el procediment, i en la que se signa l'acord per part dels quatre, amb plena informació sobre la disqualification. Vindran després noves reunions, on s'intentarà fer una relació i avaluació de les possibles solucions, per construir l'acord acceptable per a tothom; finalment s'adopten i se signen els acords.
L'Associació Catalana de Dret Col·laboratiu
El recurs asèptic i monocrom als tribunals s'ha revelat clarament insatisfactori per solucionar les controvèrsies de la ciutadania. D'ací els esforços dels col·lectius de juristes i des de les administracions per fomentar els ADR. En aquests moments –i amb el vertigen propi dels temps- comencem a parlar del dret col·laboratiu, a partir del coneixement d'històries d'èxit en el dret comparat. El 21 de setembre del 2017, el Departament de Justícia de la Generalitat va organitzar al CEJFE una Jornada sobre dret col·laboratiu, on es va presentar l'Associació catalana de Dret Col·laboratiu. L'Associació de Dret Col·laboratiu és formada per professionals del dret i alguns d'altres disciplines també involucrats en la resolució dels conflictes (arquitectes, metges, psicòlegs...). Des de l'Associació es pretén fomentar el dret col·laboratiu com a ADR que contribueix a canviar els paradigmes de la professió de l'advocacia, i de la participació de les persones en la resolució dels seus conflictes. Arreu del món existeixen associacions de dret col·laboratiu, a títol d'exemple:  França http://www.droit-collaboratif.org/; País Basc http://www.derechocolaborativo.es/; Suïssa, Madrid.